# (34874) 2001 UU9
2001 UU9 (asteroide 34874) é um asteroide da cintura principal. Possui uma excentricidade de 0.08223210 e uma inclinação de 1.46152º.
Este asteroide foi descoberto no dia 17 de outubro de 2001 por LINEAR em Socorro.